# L'Étincelle (film)
Pour les articles homonymes, voir L'Étincelle.
Pour plus de détails, voir Fiche technique et Distribution.
L'Étincelle est un film français réalisé par Michel Lang, sorti en 1986.

## Fiche technique
- Titre français : L'Étincelle
- Réalisation : Michel Lang
- Scénario : Michel Lang
- Photographie : Bernard Zitzermann
- Musique : Vladimir Cosma
- Pays d'origine :  France
- Date de sortie : 1986
- Affiche : Michel Landi (France)

## Distribution
- Roger Hanin : Maurice
- Clio Goldsmith : Dale
- Simon Ward : Mike
- John Moulder-Brown : Bob
- Lysette Anthony : Patricia
- Jacques Maury : Dr. Willenstein
- Doudou Babet